# 곽승우
곽승우(郭承祐, ? ~ 1431년)는 조선의 무신이다. 본관은 청주(淸州)이며, 도총제(都摠制) 곽충보(郭忠輔)의 아들이다.

## 생애
상의중추원사(商議中樞院事) 곽충보(郭忠輔)의 아들로서 음보(蔭補)로 별장(別將)을 지내다가 1399년(정종 1) 아버지와 함께 사적인 감정으로 황문(黃文)과 김환(金桓) 등을 처벌했다는 이유로 탄핵을 받아 청주(淸州)로 유배되었다.
1404년(태종 4) 호군(護軍)으로 승진하였고, 1408년 상호군(上護軍)으로서 풍해도조전첨절제사(豊海道助戰僉節制使)가 되었다.
1410년 첨총제(僉摠制)로 경원부병마절도사(慶源府兵馬節度使)가 되었을 때 야인이 침입해오자 패전하여 1411년 사간원(司諫院)에서 곽승우를 면직(免職)시키도록 청하였으나, 동지총제(同知摠制)에 임명되었다.
1412년 내금위 절제사(內禁衛節制使)와 중군총제(中軍摠制)를 역임하였다.
1413년 동지총제(同知摠制)를 거쳐 내시위(內侍衛) 중군 절제사(中軍節制使)가 되었다.
1418년 세종이 즉위하자 이번절제사(二番節制使)가 되었다.
1420년 6월, 세종이 모후 원경왕후를 모시고 곽승우의 집에서 모후의 병을 요양하였다.
1421년 자헌대부로 강계 절제사(江界節制使)가 되었다.
1430년(세종 12) 중군총제를 거쳐 전라도처치사(全羅道處置使)로 재직 중 1431년 8월 11일 졸(卒)하였다.